# コナミコンピュータエンタテインメント
コナミコンピュータエンタテインメント、コナミコンピュータエンタテイメント（Konami Computer Entertainment）、またはKCE（ケーシーイー）は、かつて存在したコナミグループのゲームソフト開発子会社の社名に付けられていた名称。

## 概要
正確には「コナミコンピュータエンタテインメント○○」、「コナミコンピュータエンタテイメント○○」、または「KCE○○」（○○は地名）という社名で、2000年から2001年にかけて短期間での社名変更を繰り返している。
1995年4月3日にコナミ株式会社から事業を分割される形で、コナミコンピュータエンタテインメント大阪、コナミコンピュータエンタテインメント東京が設立されたのが始まりで、幾多の合併及び分割を経て、2005年4月1日に全てコナミへ吸収合併されたことによって消滅した。
なお、ゲームソフト開発・販売事業は、2006年3月31日にコナミからコナミデジタルエンタテインメント（KDE-J）の一部門として譲渡された。

## 企業
- コナミコンピュータエンタテインメントスタジオ（KCEスタジオ、コナミSTUDIO）
  - コナミコンピュータエンタテインメント大阪（KCE大阪、KCEO）
    - コナミコンピュータエンタテインメント神戸（KCE神戸、KCEK）
    - コナミコンピュータエンタテインメント名古屋 （KCE名古屋、KCEN、KCE NAGOYA）→2002年12月をもって解散。

  - （旧）コナミコンピュータエンタテインメントスタジオ
    - コナミコンピュータエンタテインメント札幌（KCE札幌、KCES）→ハドソンのコナミグループ入りに伴う措置により、部署は同社に譲渡され、ハドソンスタジオとなる。
    - コナミコンピュータエンタテインメント横浜（KCE横浜、KCEY）
- コナミコンピュータエンタテインメント東京（KCE東京、KCET、コナミTYO）
- コナミコンピュータエンタテインメントジャパン（KCEジャパン、KCEJ、コナミJPN）
  - コナミコンピュータエンタテイメント新宿（KCE新宿、KCE Shinjuku）
  - コナミコンピュータゲームズ青山（KCG青山）
  - コナミコンピュータエンタテインメント六本木（KCE六本木、KCER）→コナミ本体（AM機器事業本部）に吸収され消滅[要出典]